# Great Crayfish River
Great Crayfish River är ett vattendrag i Grenada.   Det ligger i parishen Saint Mark, i den norra delen av landet, 17 km norr om huvudstaden Saint George's. Great Crayfish River ligger på ön Grenada.